# Misunderstood (Robbie Williams)
Misunderstood  è un brano del cantante inglese Robbie Williams, pubblicato come secondo singolo della sua raccolta Greatest Hits pubblicata nel 2004.

## Tracce
UK CD Single
1. "Misunderstood" - 4:01
2. "Do Me Now" [Demo] - 3:19

UK CD Maxi
1. "Misunderstood" - 4:01
2. "Please Please" - 3:27
3. "(I Feel It But) I Can't Explain" - 4:39
4. "Misunderstood" Behind Scenes of the Video & Photo Gallery

UK DVD
1. "Misunderstood" Music Video
2. "Misunderstood" Behind Scenes & Photo Gallery
3. "Chemical Devotion" Audio
4. "The Postcard" Audio

## Classifiche
| Classifica (2004) | Posizione massima |
| ----------------- | ----------------- |
| Australia         | 39                |
| Austria           | 21                |
| Belgio (Fiandre)  | 53                |
| Belgio (Vallonia) | 63                |
| Danimarca         | 9                 |
| Europa            | 17                |
| Germania          | 20                |
| Irlanda           | 27                |
| Italia            | 7                 |
| Paesi Bassi       | 15                |
| Regno Unito       | 8                 |
| Spagna            | 16                |
| Svezia            | 35                |
| Svizzera          | 26                |